# Dmitrij Safronov (1995)
Dmitrij Dmitrievič Safronov (in russo Дмитрий Дмитриевич Сафронов?; Dzeržinsk, 12 ottobre 1995) è un atleta paralimpico cerebroleso russo specializzato nelle gare di velocità e appartenente alla categoria T35.

## Biografia
Ha iniziato a praticare l'atletica leggera paralimpica all'età di 16 anni e nel 2013 ha vestito per la prima volta la maglia della nazionale russa in una gara a Brno, in Repubblica Ceca. Lo stesso hanno ha partecipato ai campionati del mondo paralimpici di Lione, dove si è diplomato campione mondiale nei 100 e 200 metri piani T35, migliorando rispettivamente il record dei campionati e il record del mondo.
Nel 2014 è stato medaglia d'oro nei 100 e 200 metri piani T35 ai campionati europei paralimpici di Swansea e l'anno successivo ha replicato i successi mondiali ai campionati di Doha 2015.
Ai campionati europei paralimpici di Grosseto 2016 è stato medaglia d'oro nei 200 metri piani T35 e medaglia d'argento nei 100 metri piani T35; Nel 2019, ai mondiali paralimpici di Dubai ha ottenuto la medaglia d'argento nei 200 metri piani T35 e quella di bronzo nei 100 metri piani T35.
Nel 2021, dopo aver conquistato due medaglie d'oro nei 100 e 200 metri piani T35 ai campionati europei paralimpici di Bydgoszcz, ha preso parte ai Giochi paralimpici di Tokyo in rappresentanza del Comitato Paralimpico Russo, dai quali è tornato con al collo le medaglie d'oro nei 100 e 200 metri piani T35, conquistando anche il nuovo record mondiale paralimpico in entrambe le specialità.

## Palmarès
| Anno                                                | Manifestazione       | Sede      | Evento          | Risultato | Prestazione | Note                                     |
| --------------------------------------------------- | -------------------- | --------- | --------------- | --------- | ----------- | ---------------------------------------- |
| In rappresentanza della Russia                      |                      |           |                 |           |             |                                          |
| 2013                                                | Mondiali paralimpici | Lione     | 100 m piani T35 | Oro       | 12"49       | Record dei campionati                    |
| 2013                                                | Mondiali paralimpici | Lione     | 200 m piani T35 | Oro       | 24"69       | Record mondiale                          |
| 2014                                                | Europei paralimpici  | Swansea   | 100 m piani T35 | Oro       | 12"73       | Miglior prestazione personale stagionale |
| 2014                                                | Europei paralimpici  | Swansea   | 200 m piani T35 | Oro       | 25"86       | Miglior prestazione personale stagionale |
| 2015                                                | Mondiali paralimpici | Doha      | 100 m piani T35 | Oro       | 12"67       |                                          |
| 2015                                                | Mondiali paralimpici | Doha      | 200 m piani T35 | Oro       | 25"07       |                                          |
| 2016                                                | Europei paralimpici  | Grosseto  | 100 m piani T35 | Argento   | 13"03       |                                          |
| 2016                                                | Europei paralimpici  | Grosseto  | 200 m piani T35 | Oro       | 26"06       |                                          |
| 2019                                                | Mondiali paralimpici | Dubai     | 100 m piani T35 | Bronzo    | 12"03       | Miglior prestazione personale stagionale |
| 2019                                                | Mondiali paralimpici | Dubai     | 200 m piani T35 | Argento   | 23"93       | Miglior prestazione personale            |
| 2021                                                | Europei paralimpici  | Bydgoszcz | 100 m piani T35 | Oro       | 11"77       | Record mondiale                          |
| 2021                                                | Europei paralimpici  | Bydgoszcz | 200 m piani T35 | Argento   | 23"16       | Miglior prestazione personale            |
| In rappresentanza del RPC                           |                      |           |                 |           |             |                                          |
| 2021                                                | Giochi paralimpici   | Tokyo     | 100 m piani T35 | Oro       | 11"39       | Record mondiale                          |
| 2021                                                | Giochi paralimpici   | Tokyo     | 200 m piani T35 | Oro       | 23"00       | Record mondiale                          |
| In rappresentanza degli Atleti Paralimpici Neutrali |                      |           |                 |           |             |                                          |
| 2024                                                | Giochi paralimpici   | Parigi    | 100 m piani T35 | Bronzo    | 11"79       |                                          |
| 2024                                                | Giochi paralimpici   | Parigi    | 200 m piani T35 | Argento   | 23"78       |                                          |